# Урбон, Эктор
Эктор Урбон (исп. Héctor Urbón; род. 1940) — аргентинский дирижёр.
Учился в Национальной консерватории в Буэнос-Айресе. В 1963 году по рекомендации бельгийского дирижёра Андре Вандернота отправился для продолжения образования в Мюнхенскую высшую школу музыки, изучал также оперы Рихарда Вагнера в Байройте. В 1966 году дебютировал в Мюнхене как оперный дирижёр в операх Джакомо Пуччини «Плащ» и Карла Орфа «Умница». В это же время подписал первый двухлетний контракт с оперным театром Санкт-Галлена. В начале 1970-х гг. художественный руководитель концертного зала Palma Auditorium в Пальма-де-Мальорка. В 1975 г. дирижировал «Лючией ди Ламмермур» Гаэтано Доницетти в Граце (с Эдитой Груберовой в заглавной партии). В 1976—1977 гг. музыкальный руководитель Баденского государственного театра в Карлсруэ. В 1977—1978 гг. дирижировал гастрольным туром Венской государственной оперы по городам Австрии с оперой Доницетти «Дон Паскуале» (22 спектакля), на основании этой постановки снят также видеофильм. Затем работал в Немецкой опере на Рейне. В 1979—1987 гг. генеральмузикдиректор Фленсбурга (возглавлял Шлезвиг-Гольштейнский земельный театр и Шлезвиг-Гольштейнский симфонический оркестр), затем некоторое время работал в Киле.